# Gömmarrundan

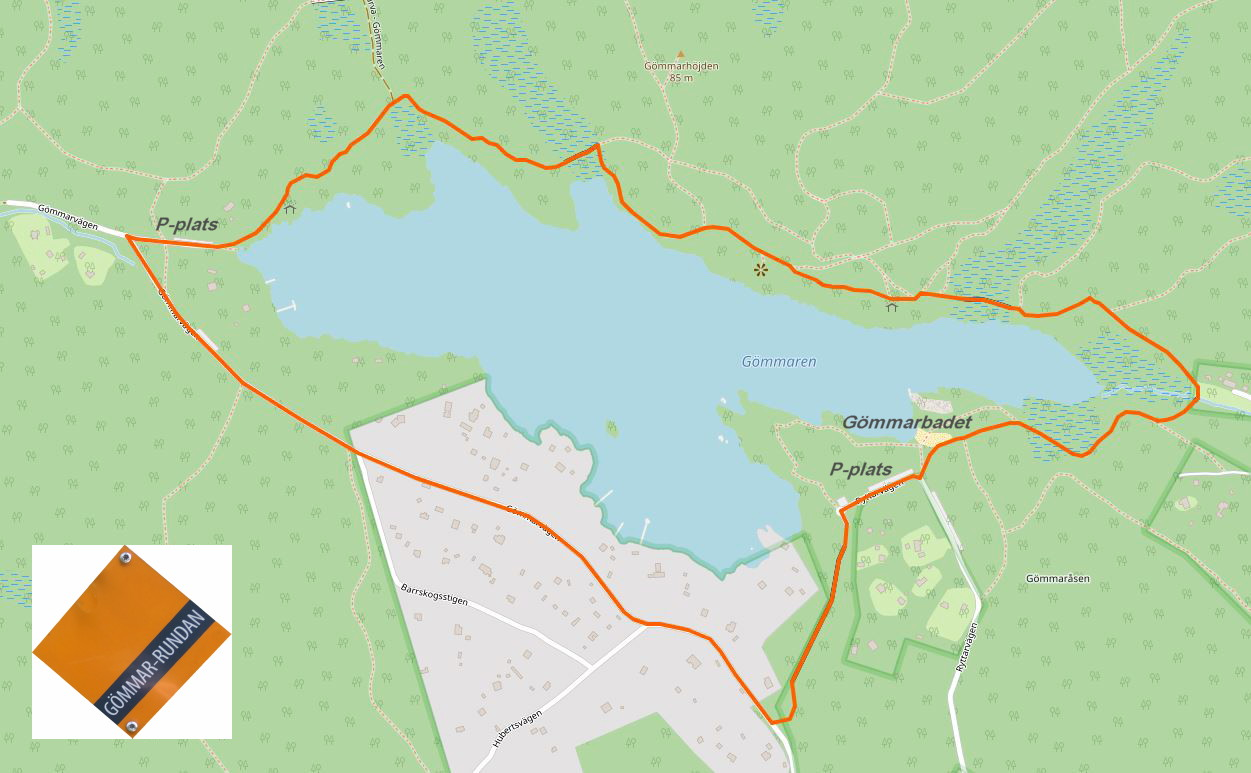
Gömmarrundan, karta 2020.

Gömmarrundan är en 3,5 kilometer lång vandringsled runt sjön Gömmaren i Huddinge kommun.

## Allmänt
Gömmarrundan ligger inom Gömmarens naturreservat och är en av flera vandringsleder som iordningställts av Huddinge kommun. Gömmarrundan anlades redan 1970 på initiativ av bland andra Huddingebon och författaren Olle Magnusson. Startpunkt är parkeringen vid västra siden av sjön eller p-platsen vid Gömmarbadet vid Gömmarens sydöstra sida. Runt sjön finns flera iordningställda grillplatser och två vindskydd där kommunen fyller på med ved. Stigen passerar Gömmarbadet med sandstrand och två hundbadplatser. Det finns även flera klippbad. Gömmarens vatten är känt för att vara rent och fiskrikt. Fiskekort krävs.

## Sträckningen
Leden är markerad med orangefärgade plåtskyltar med text ”Gömmar-Rundan”. Rundan sträcker sig i norra delen huvudsakligen genom skog och ibland kraftig kuperad terräng. Landskapet runt sjön var bebodd redan under stenåldern. Lämningar efter en stenåldersboplats finns i sluttningen vid nordöstra sida om sjön (RAÄ-nummer: Huddinge 257:1). Här är stigen gemensam med den 80 kilometer långa Huddingeleden. Längst i öster passerar stigen Fullerstaån som är sjöns utflöde till sjön Trehörningen. Vissa delar går längre sträckor på spänger över kärr och sankmark. Längs södra sidan följer leden lokalgatan Gömmarvägen genom villa- och fritidshusbebyggelse.

## Bilder

Norra sidan
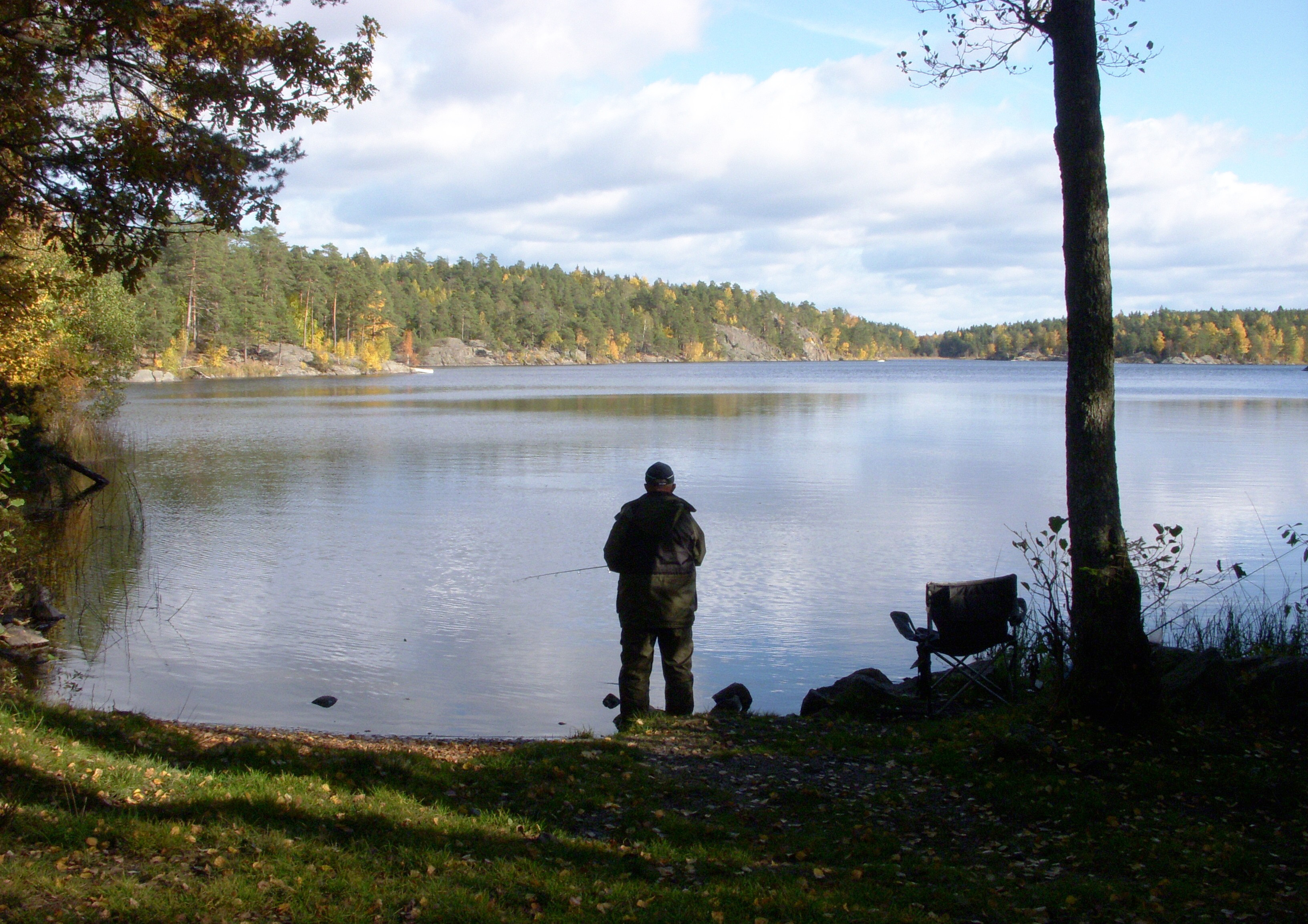
Västra viken med vy österut.
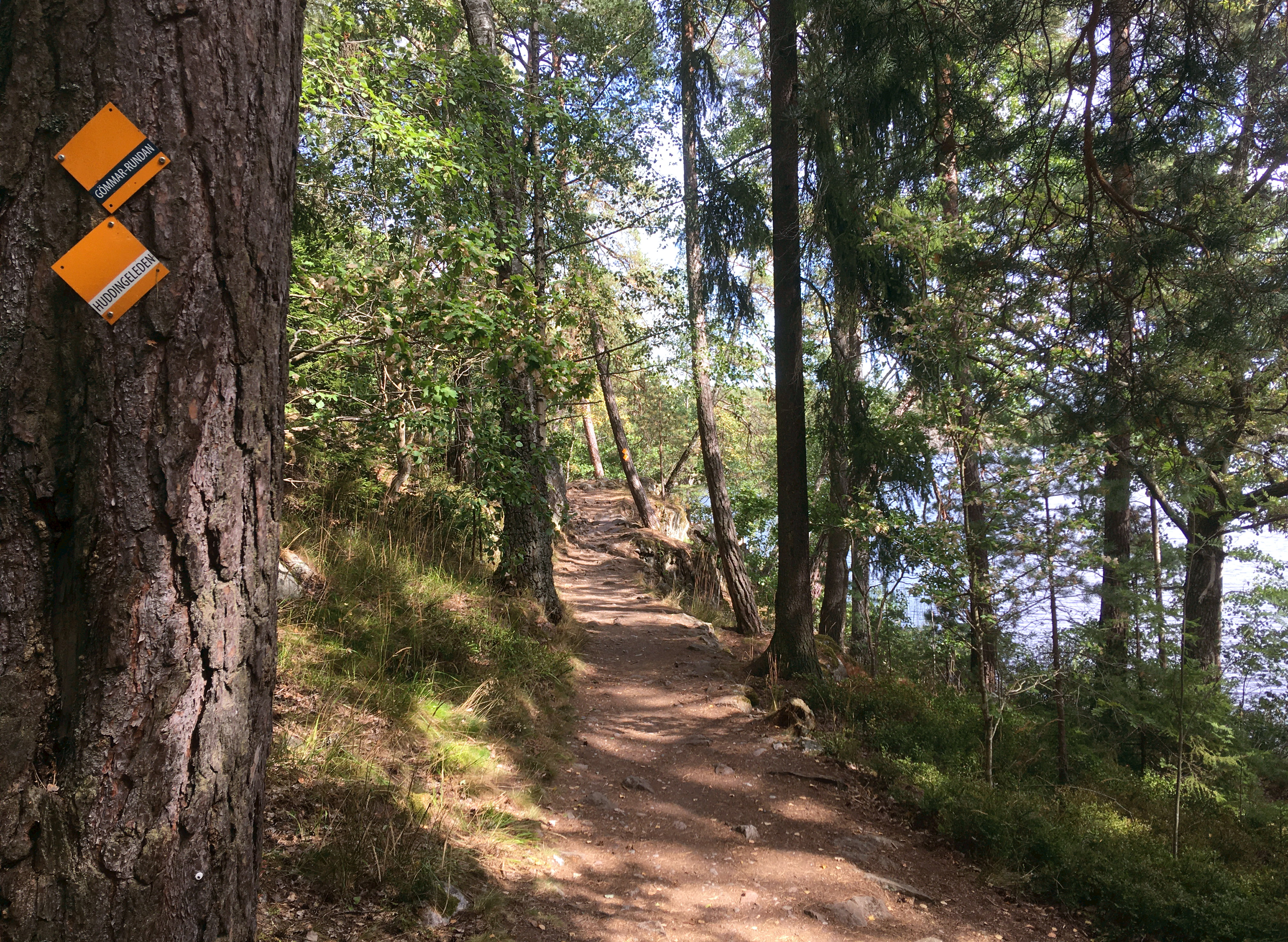
Stigen vid sjöns västra sida.
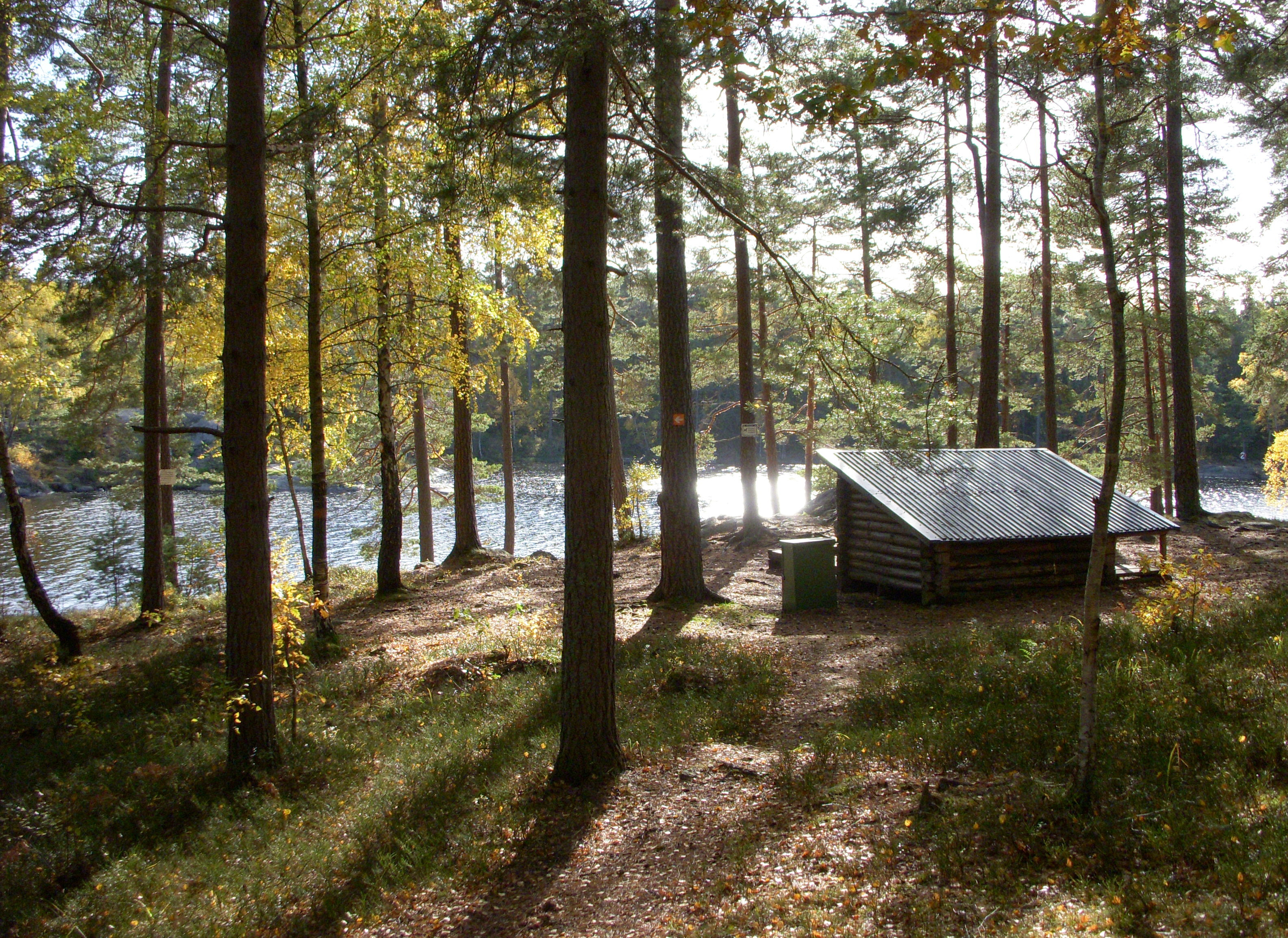
Väderskydd med grillplats.
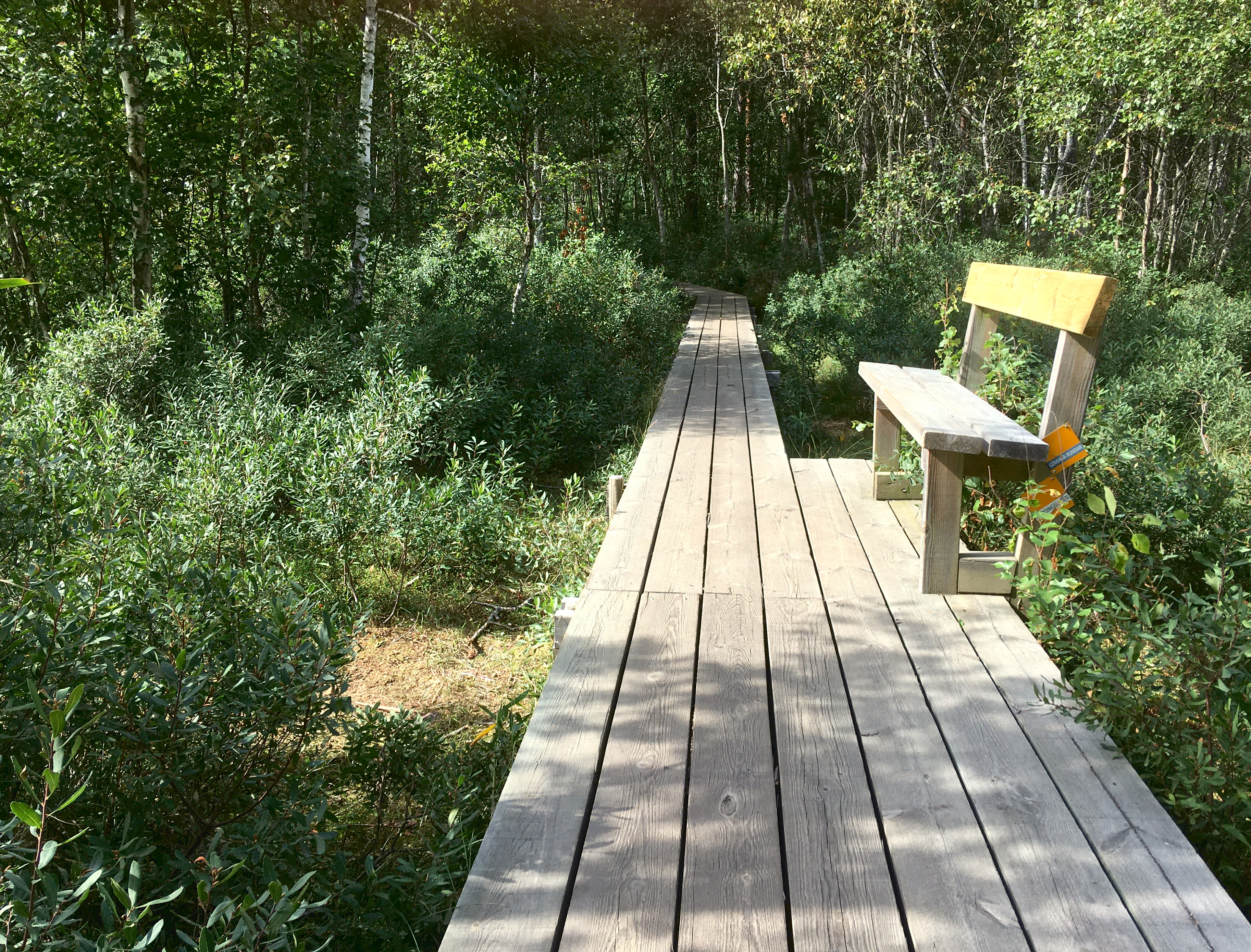
Spång med bänk.
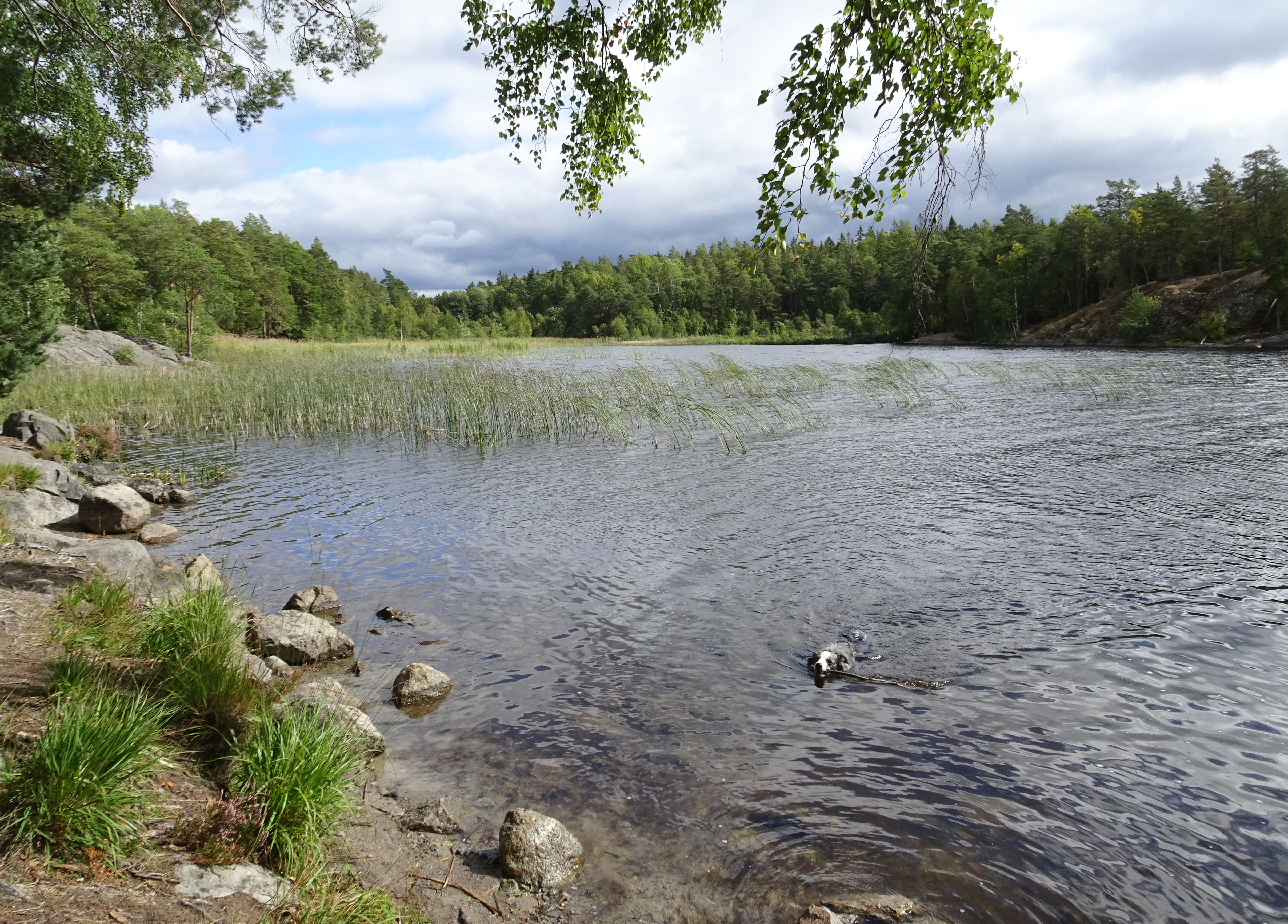
Norra hundbadplatsen.

Södra sidan
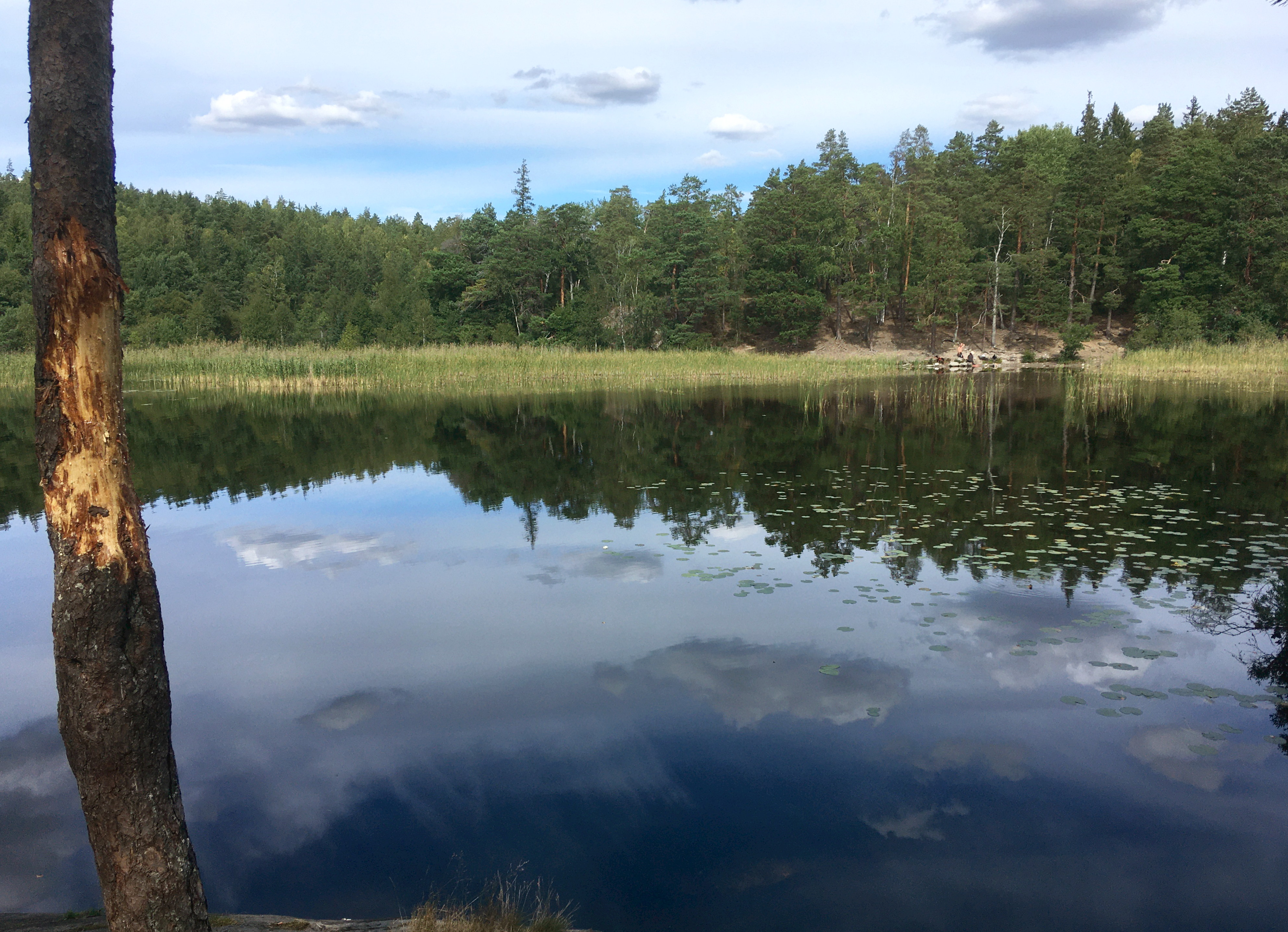
Sjöns sydöstra vik.
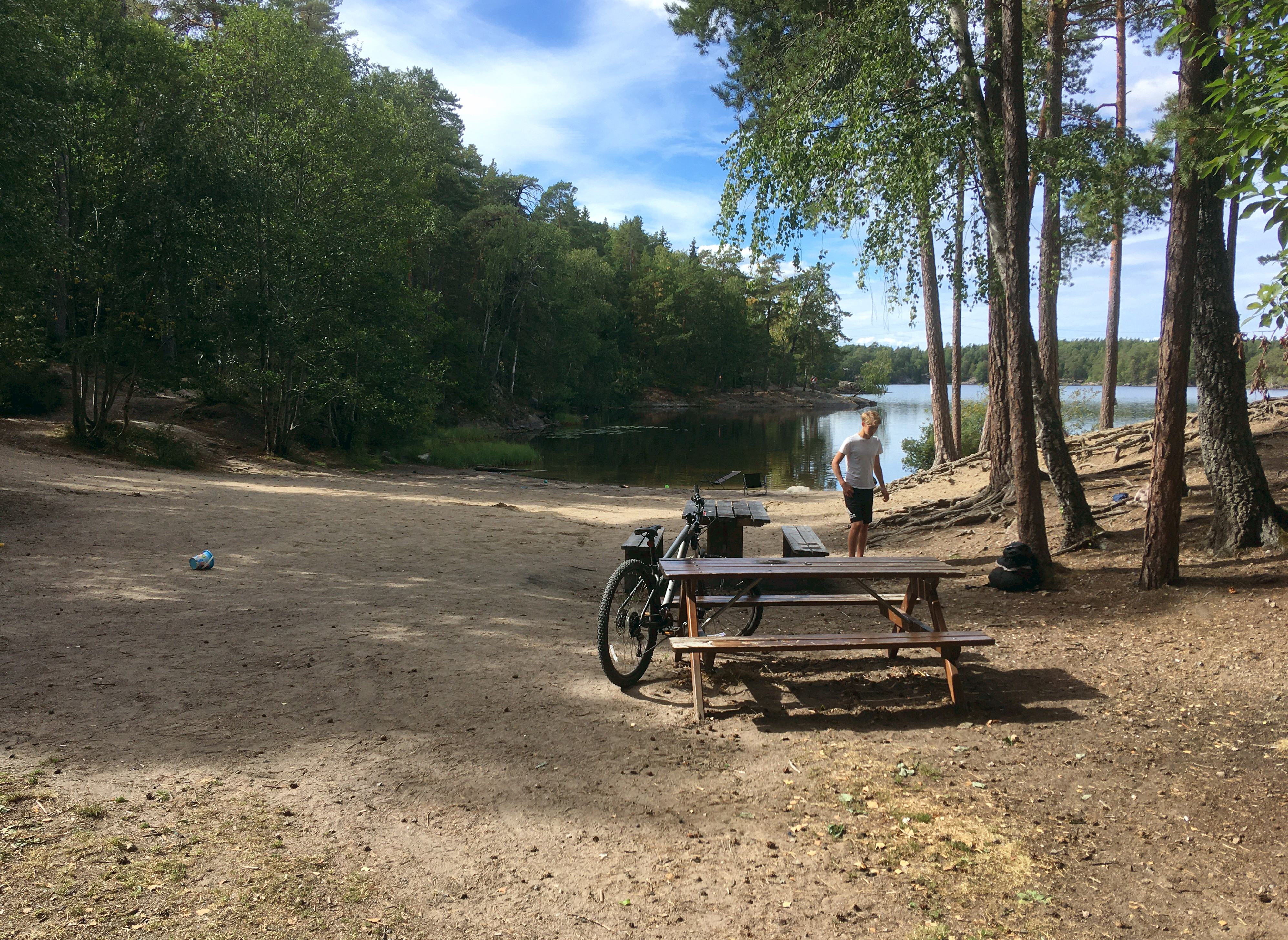
Gömmarbadet.
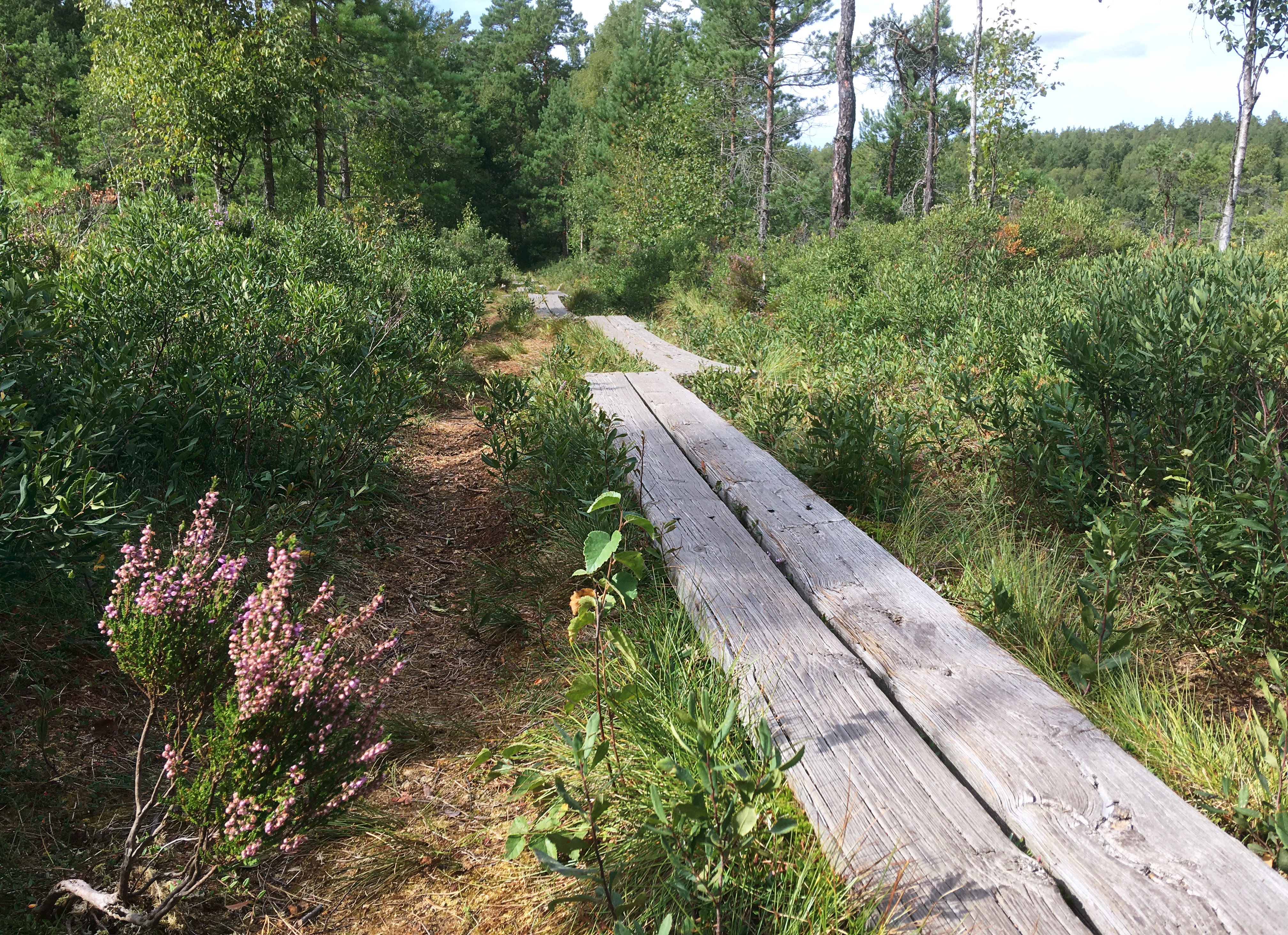
På spång.
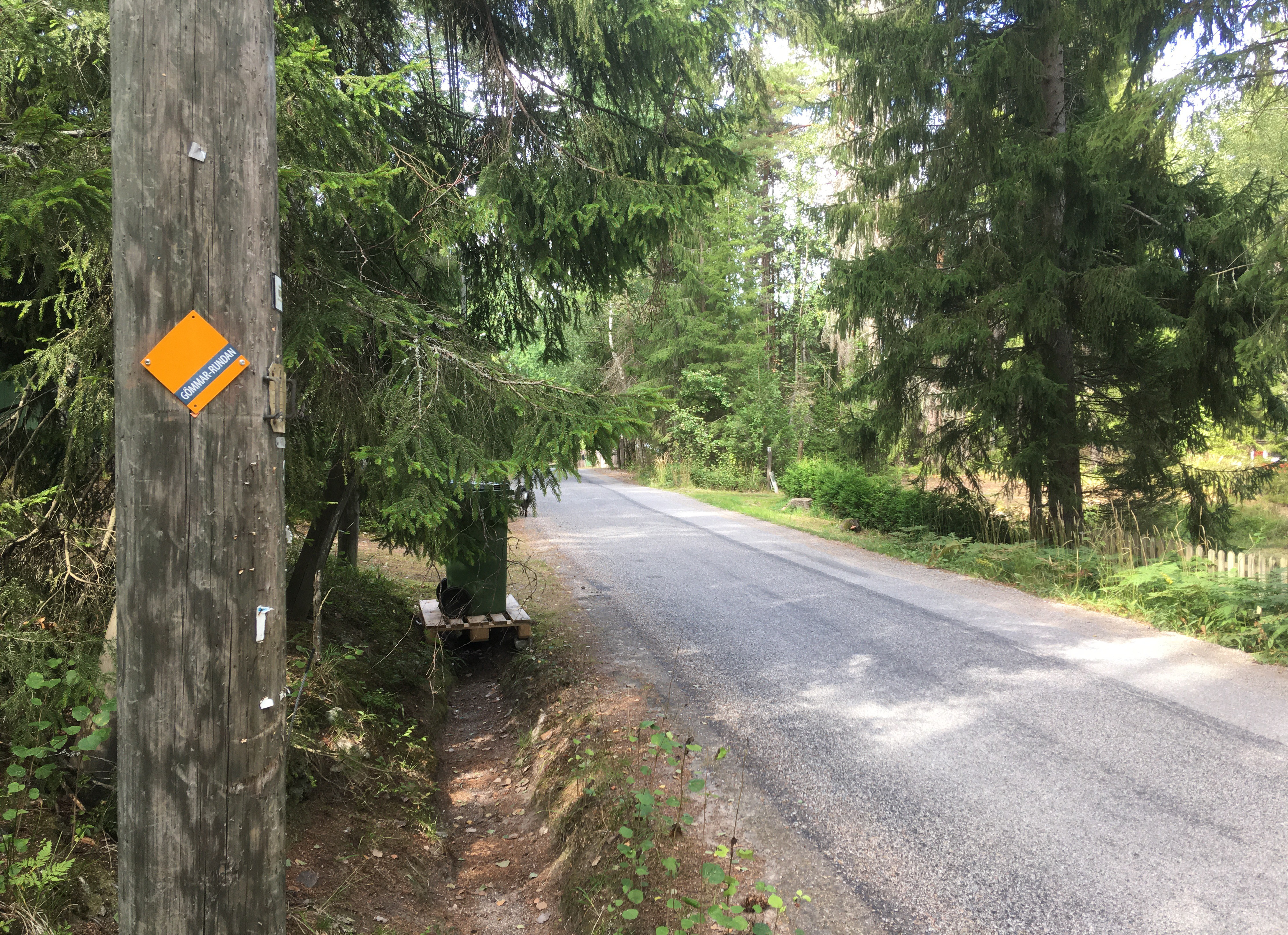
Längs Gömmarvägen.
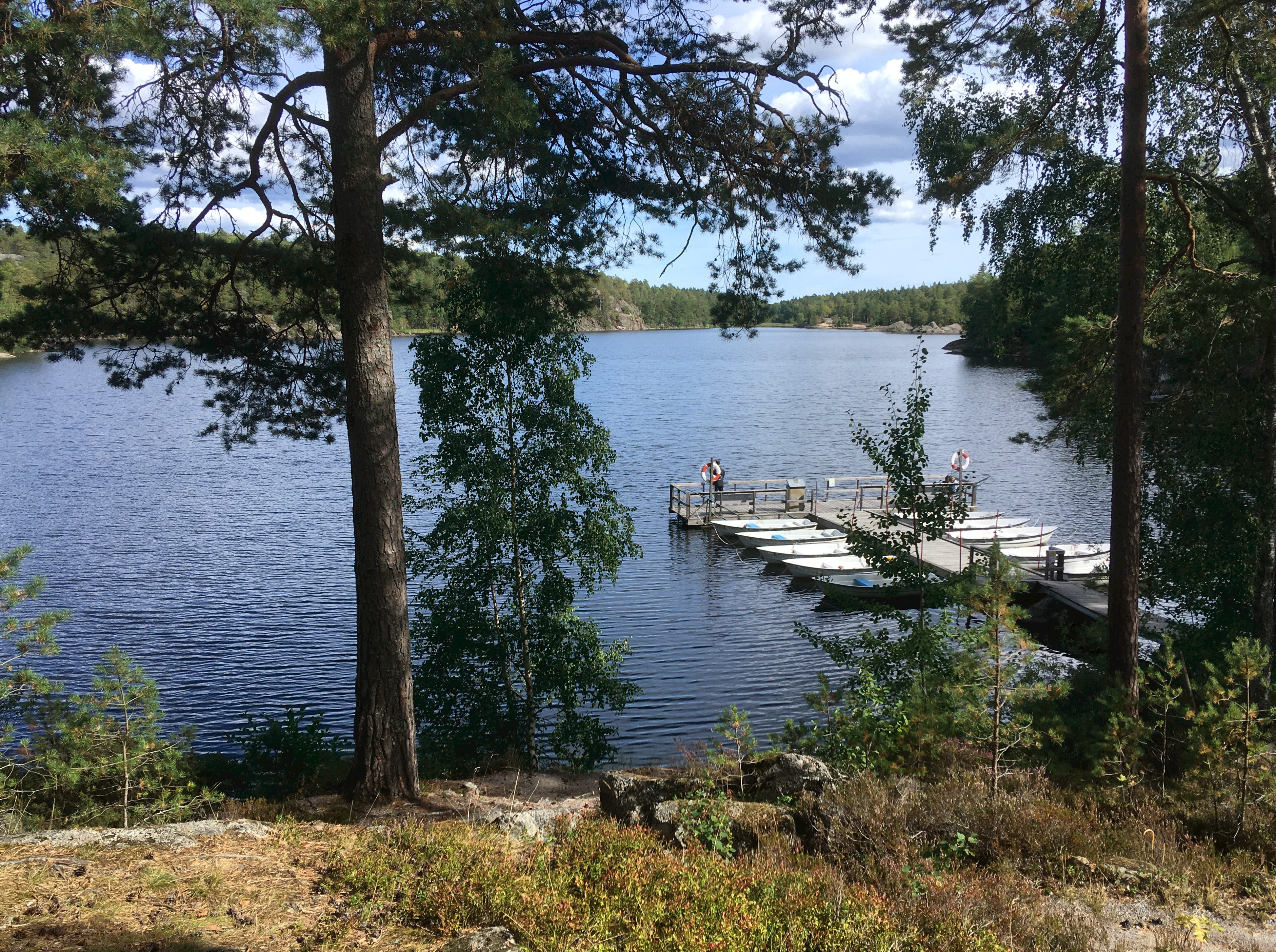
Vid Gömmarens Fiskevårdsförening.

## Andra sjönära vandringar i Stockholms län
- Aspens naturstig (7,5 km)
- Bornsjöns natur- och kulturstig (11 km)
- Brunnsviken runt på Hälsans stig (7 km)
- Djurgårdsbrunnsviken runt på Hälsans stig (7 km)
- Elfviksleden (9 km)
- Flaten runt (6 km)
- Havtornsuddslingan (4,5 km)
- Judarskogens naturstig (2,2 km)
- Källtorpssjön runt (5 km)
- Måsnarenleden (12 km)
- Mälarpromenaden (4,8 km)